# Židovský hřbitov na Olivové hoře
Židovský hřbitov na Olivové hoře je nejstarší a nejvýznamnější hřbitov v Jeruzalémě. Začalo se zde pohřbívat před třemi tisíci lety, již v období Prvního chrámu, a pohřbívá se zde dosud. Na hřbitově se nachází mezi dvěma a třemi sty tisíci hroby ze všech možných období. Nacházejí se zde hroby důležitých osobností židovské historie. Je tu pohřben například i Dr. Jindřich Chajim Brody, poslední předválečný vrchní pražský rabín.

## Fotogalerie

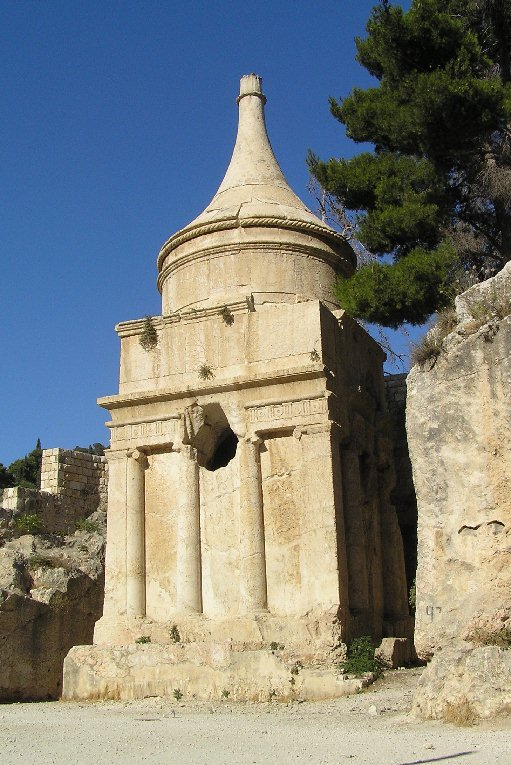
Jad Avšalom
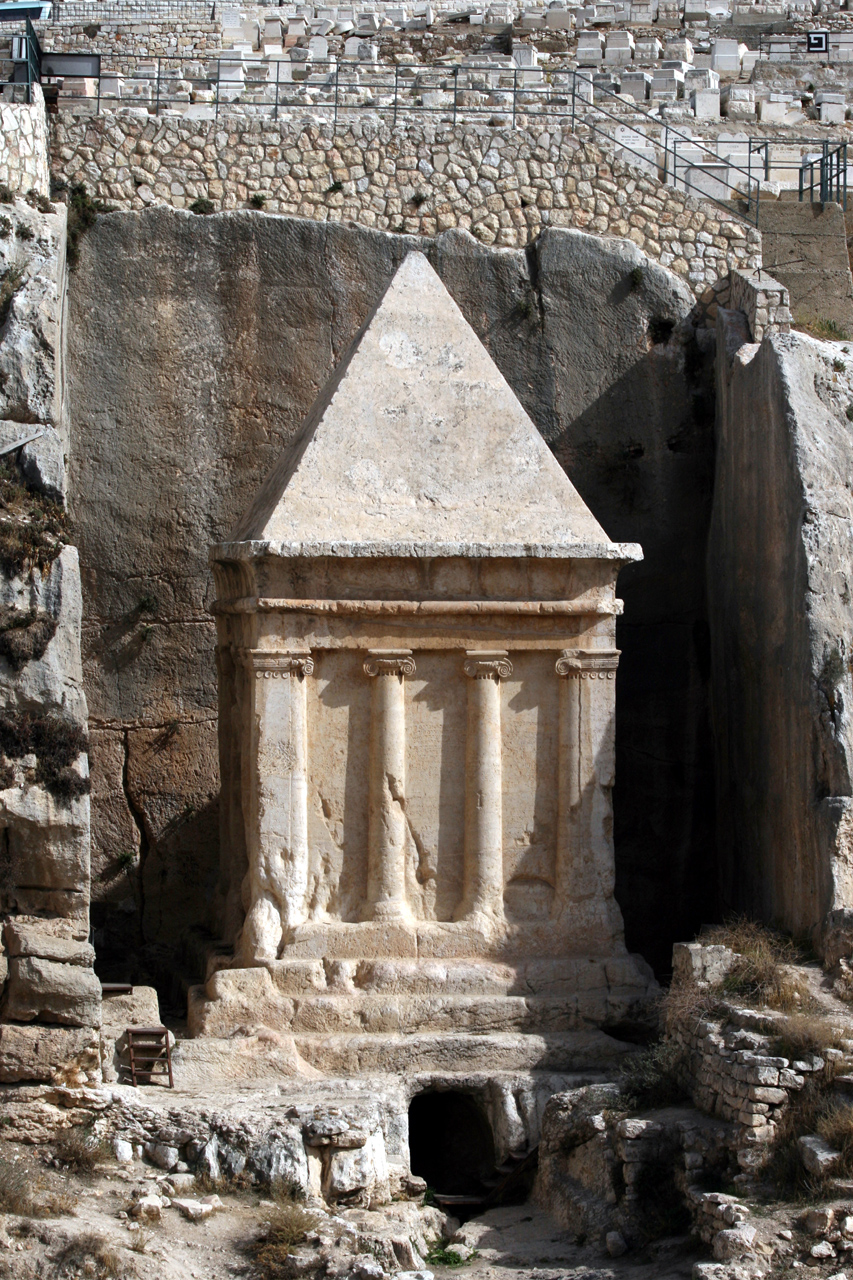
Zachariášova hrobka
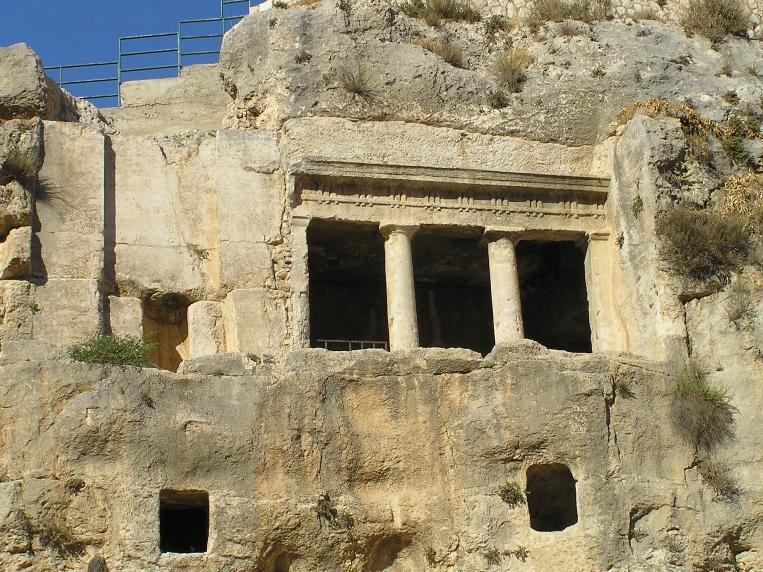
Hrobka kněžského rodu Chezir
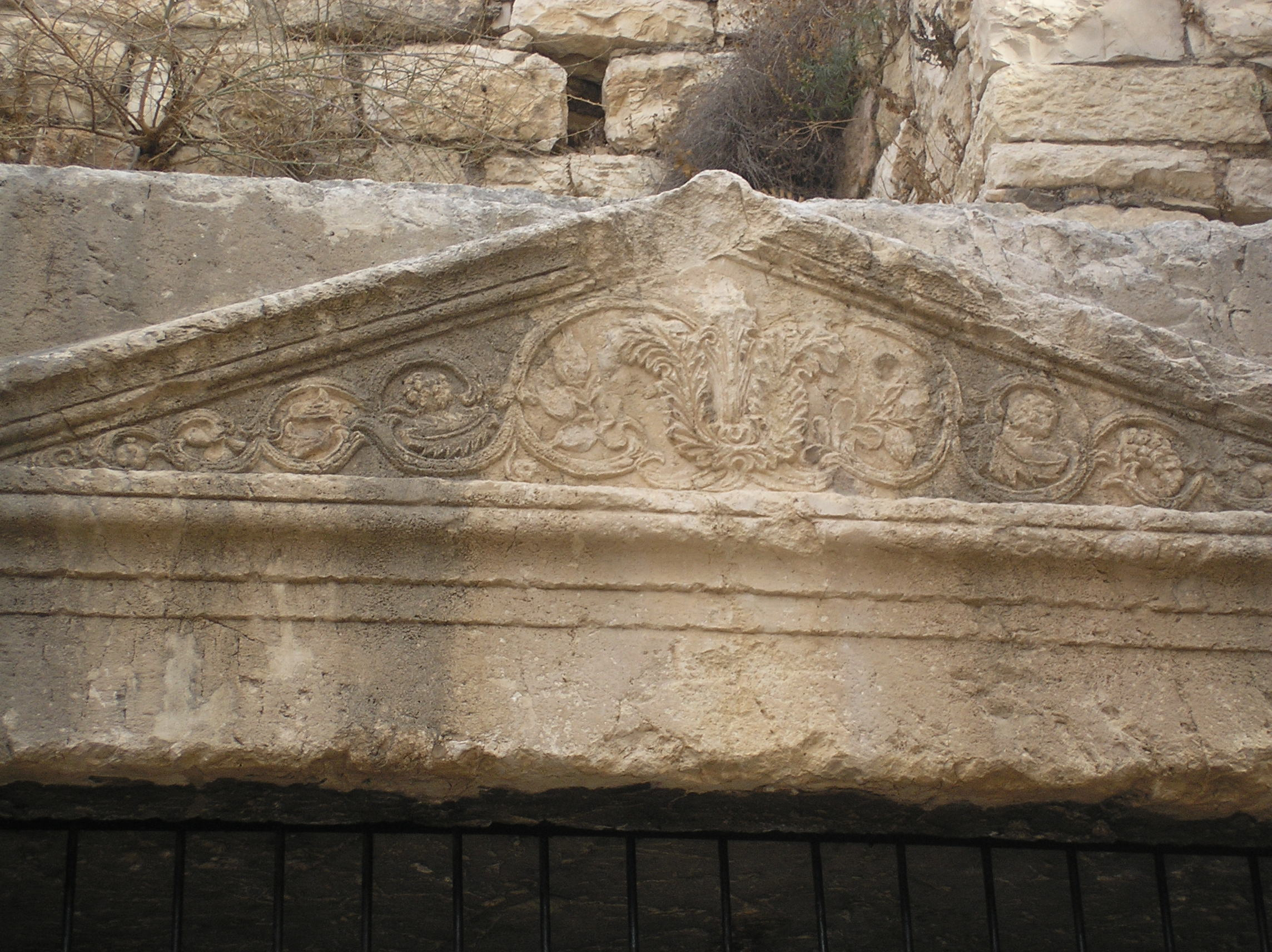
Jeskyně Jóšafata
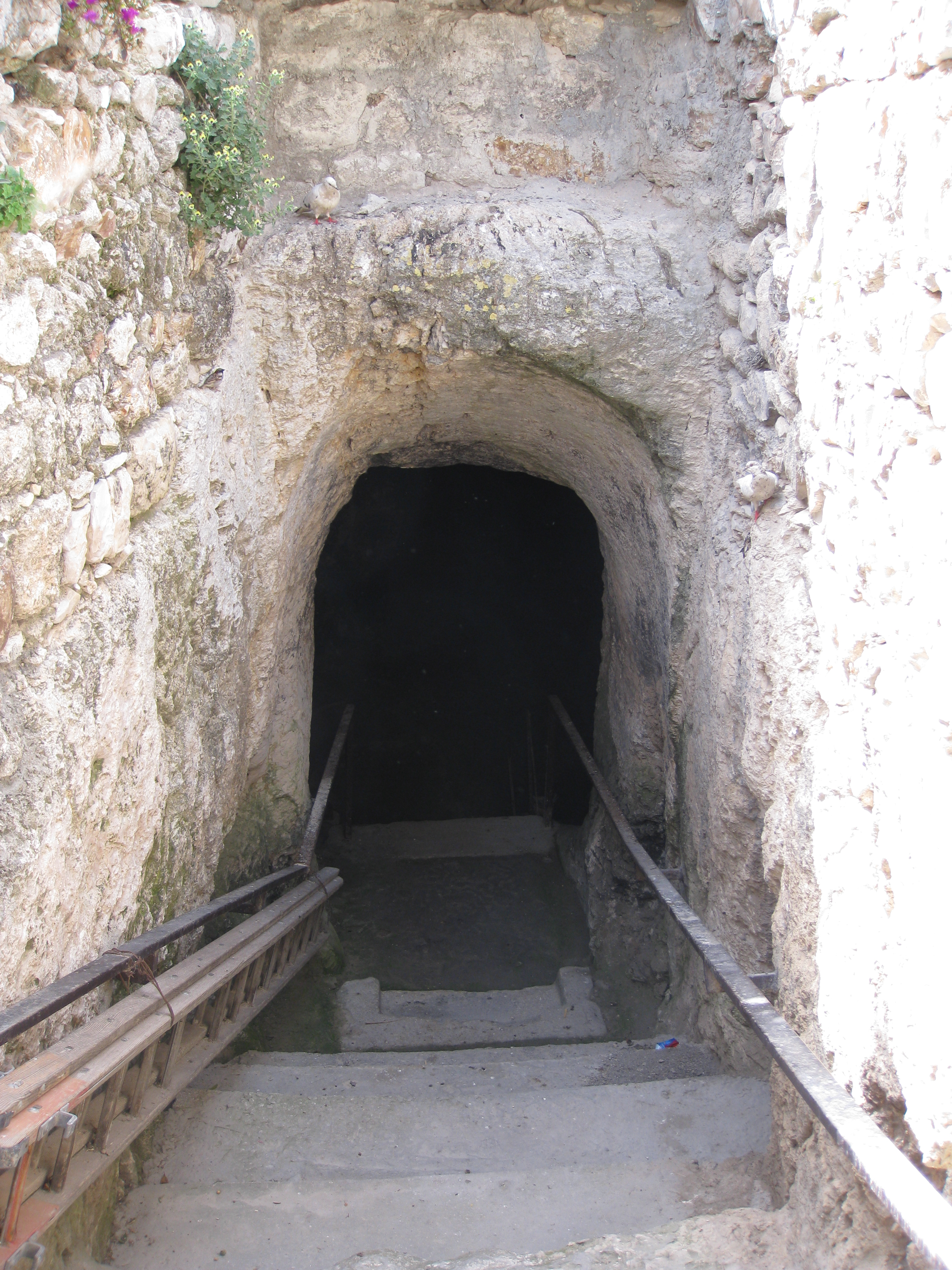
Jeskyně proroků
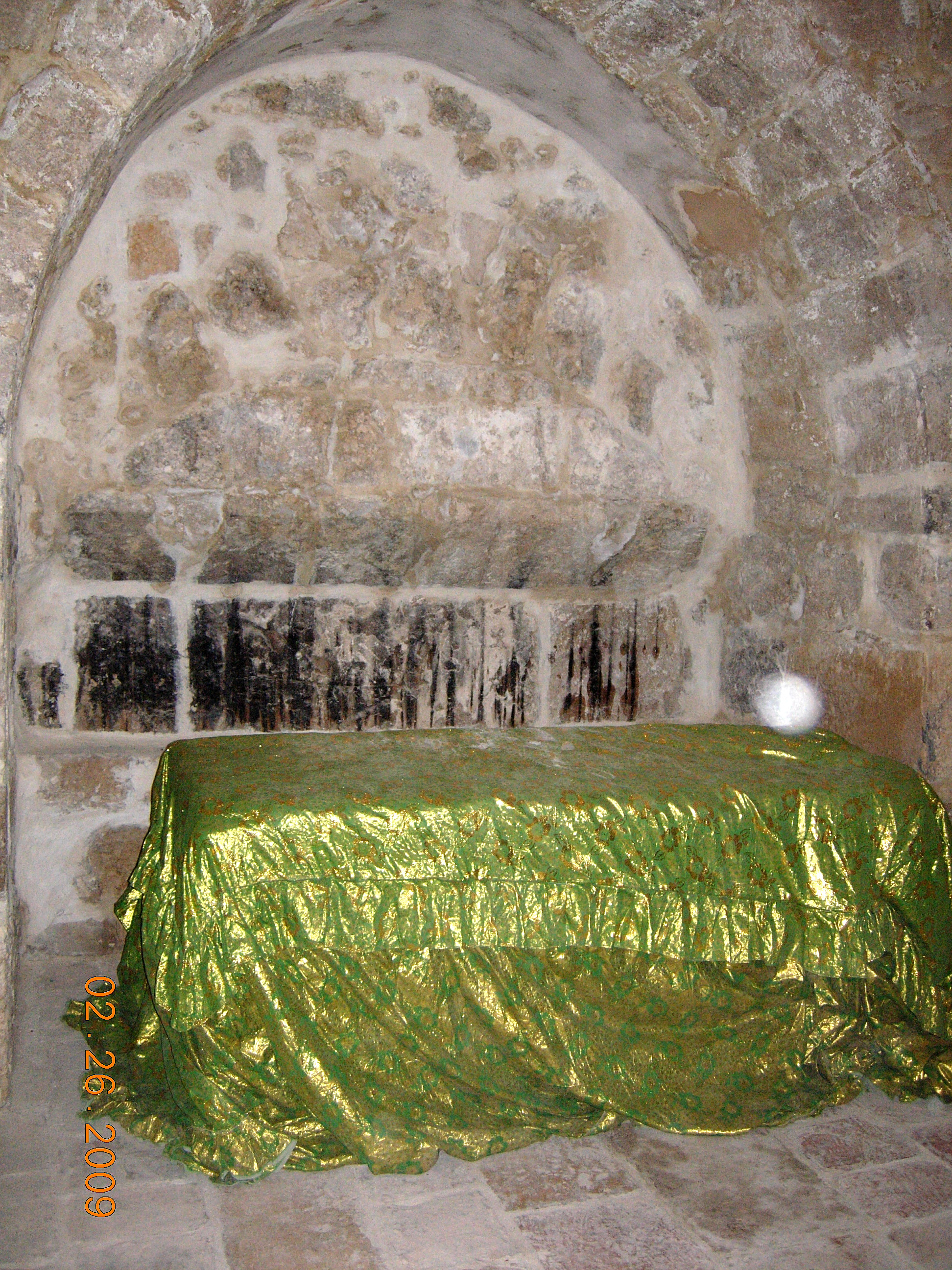
Hrob Chuldy
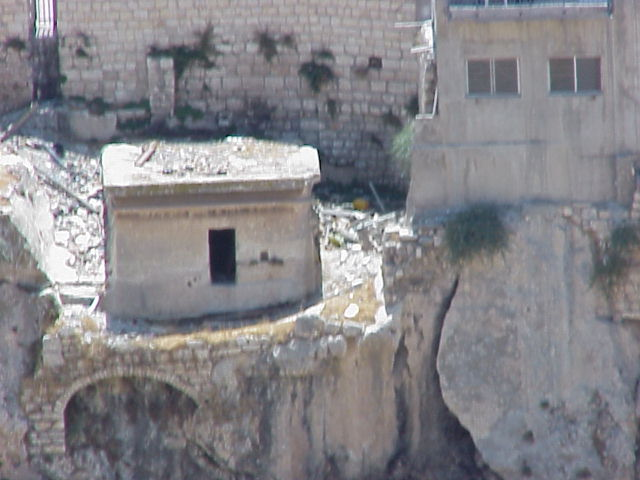
Hrob faraónovy dcery
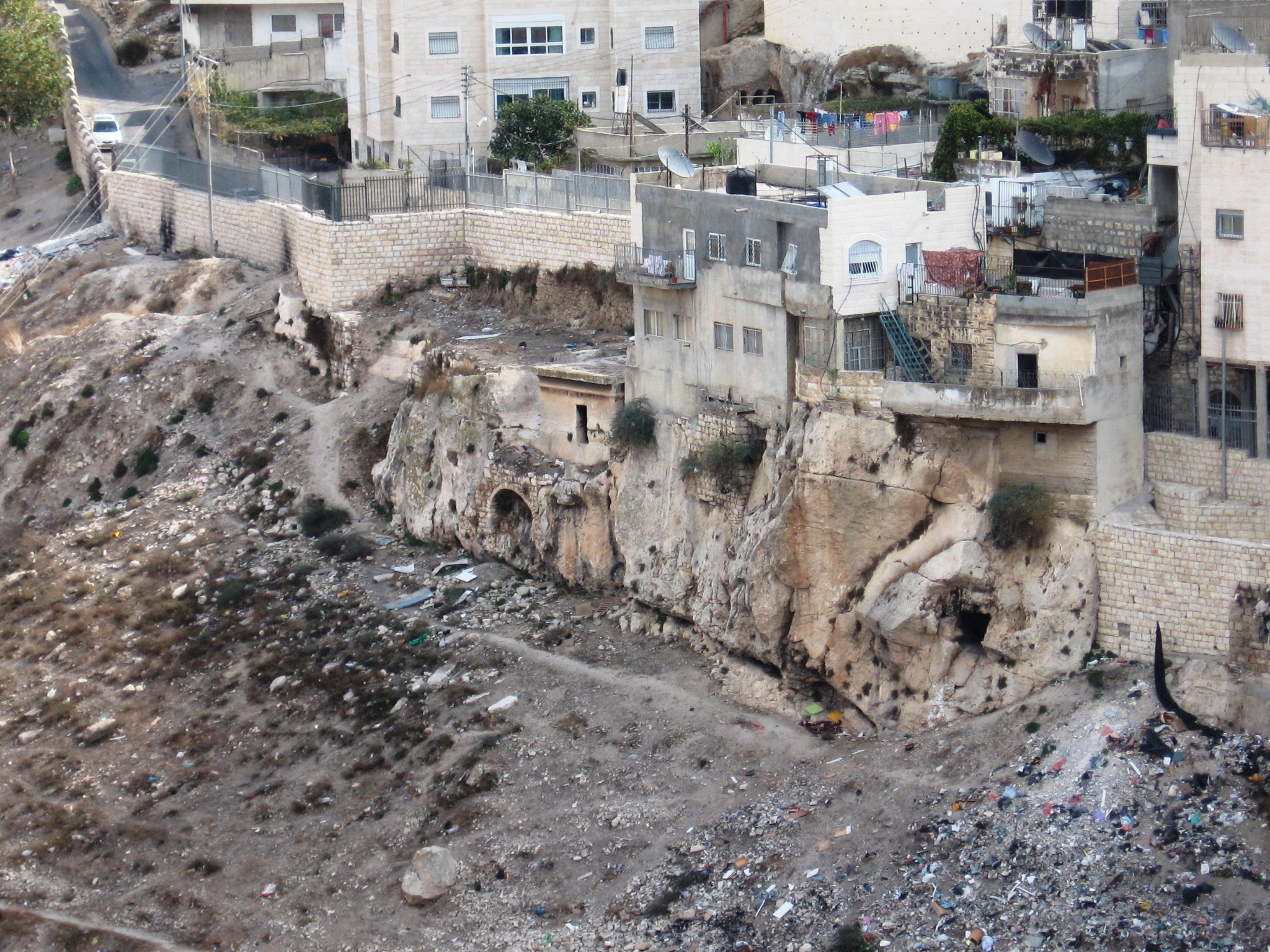
Pohřebiště Nachal Kidron